# Kallinge

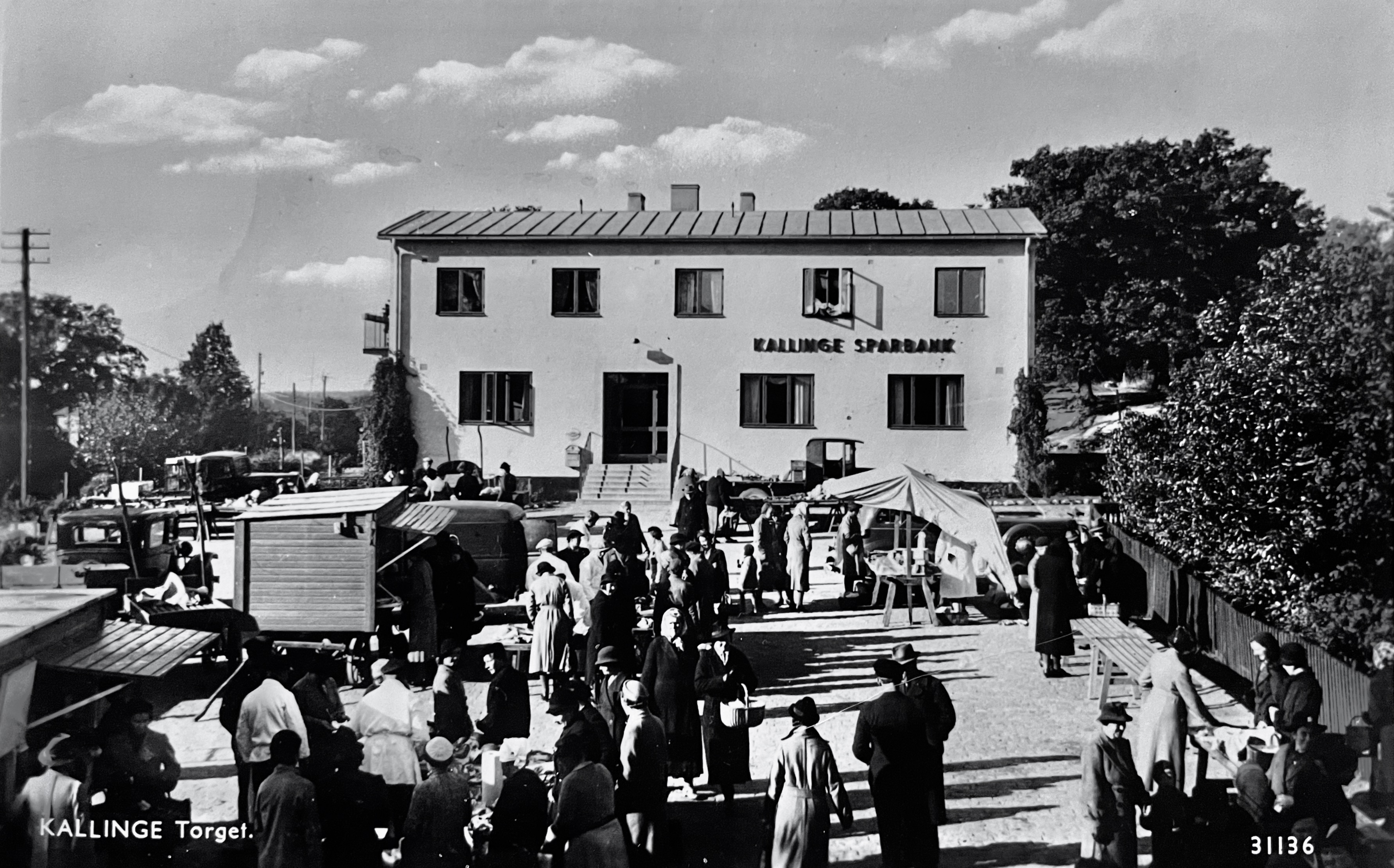
Torget i Kallinge med torghandel på 1950-talet.

Kallinge är en tätort och ett brukssamhälle kring Kockums Jernverks AB i Ronneby kommun i Blekinge. Kallinge är också en flottiljort med F 17 Kallinge sedan 1944. Blekinges största flygplats är Ronneby Airport i Kallinge.
Orten är belägen vid ett av Ronnebyåns vattenfall strax norr om kommunens huvudort Ronneby. Kallinge var tidigare huvudort i Kallinge landskommun, från 1967 en tätort inom Ronneby stad och sedan 1971 en del av Ronneby kommun. Orten avgränsas i söder mot Ronneby av Europaväg E22, som skär igenom landskapet mellan dessa båda orter.

## Historia
Orten bildades under 1800-talets senare hälft när Örmo Bruk flyttades från Konga i Småland till Ronnebyåns vattenfall vid Kallinge. Orten Kallinge bestod till en början av två byar, Häggatorp på västra sidan av Ronnebyån och Kalleberga på den östra. Av dessa finns det fortfarande tydliga spår av Kalleberga by i bebyggelsemiljön då både mangårdsbyggnader och ekonomibyggnader från den gamla radbyn finns kvar längs Kallebergavägen. Denna bebyggelse karaktäriseras av oskiftade götiska gårdar i träarkitektur med traditionell färgsättning.
Blekinge bataljon hade Bredåkra hed i Bredåkra och västra Kallinge som förläggningsplats sedan 1888. Orten Kallinge fick officiellt sitt namn 1889 i samband med, att det byggdes en poststation i samhället vid Mellersta Blekinge järnväg.
Flygvapnet valde, att anlägga F 17 Kallinge vid Bredåkra hed. I samband med att Blekinge flygflottilj anlades 1944, så gick också orten Kallinge in i en expansiv period. Detta kan avläsas i stadsbilden, där samhället har många tydliga exempel från det sena 1940-talets funktionalistiska arkitektur fram till 1960-talets mitt. Kallinge var även under denna tid en ekonomiskt välmående kommun, vilket avspeglar sig i påkostade material, välutformad arkitektur och investeringar i offentliga byggnader såsom kommunalhus och idrottsanläggningar. Flera av dessa byggnader står numera kvar – arkitektoniskt i hög grad oförvanskade.

### Industrihistoria

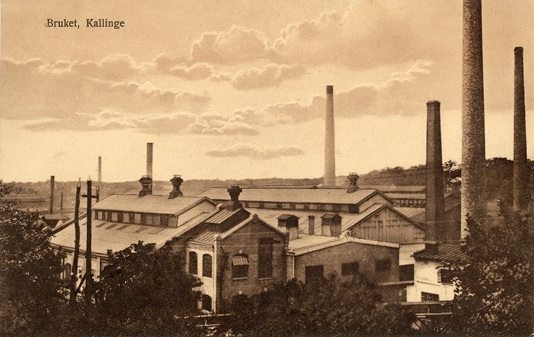
Vykort över Kockums Jernverks AB bruksområde i Kallinge. Foto från tidigt 1900-tal.

Kockums Jernverk låg tidigare i denna ort med ett eget industrispår från Mellersta Blekinge järnväg. Järnverket lades ner år 1991 och numera bedrivs mer småskalig industriverksamhet på samma plats. I södra Kallinge återfinns också industriområdet Djupafors, som tidigare var platsen för ett pappersbruk med samma namn.

## Tätorten
Redan 1915 inrättats en särskild hälsovårdsnämnd speciellt för Kallinge. År 1932 tillkom närmast på länsstyrelsens initiativ en byggnadsplan och en byggnadsnämnd för samhället. Tre år senare (1935) följd av en motsvarande nämnd för resten av kommunen.
Kallinge som tätort präglades av en kraftigt expansiv period under 1930- till 1960-talet, vilket återspeglas i flera bebyggelsemiljöer. Som en följd av utbyggnaden för Blekinge flygflottilj krävdes olika sorters bostäder och därför finns flera påkostade byggnader från denna period i samhället. Även offentliga byggnader såsom kommunhus och Kallinge kyrka speglar denna tids framåtanda och känsla för kvalité i materialval och utformning. Bebyggelsestrukturen karaktäriseras på flera ställen av långsträckta gatunät kantade av villabebyggelse, som till stor del följer landskapets dalgångar och slätter. Några av dessa områden är Björkehed, Häggatorp och Kalleberga.

### Enskilda byggnader

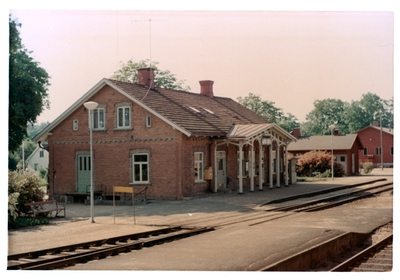
Dåvarande järnvägsstationen i Kallinge vid Blekinge kustbana på 1960-talet.

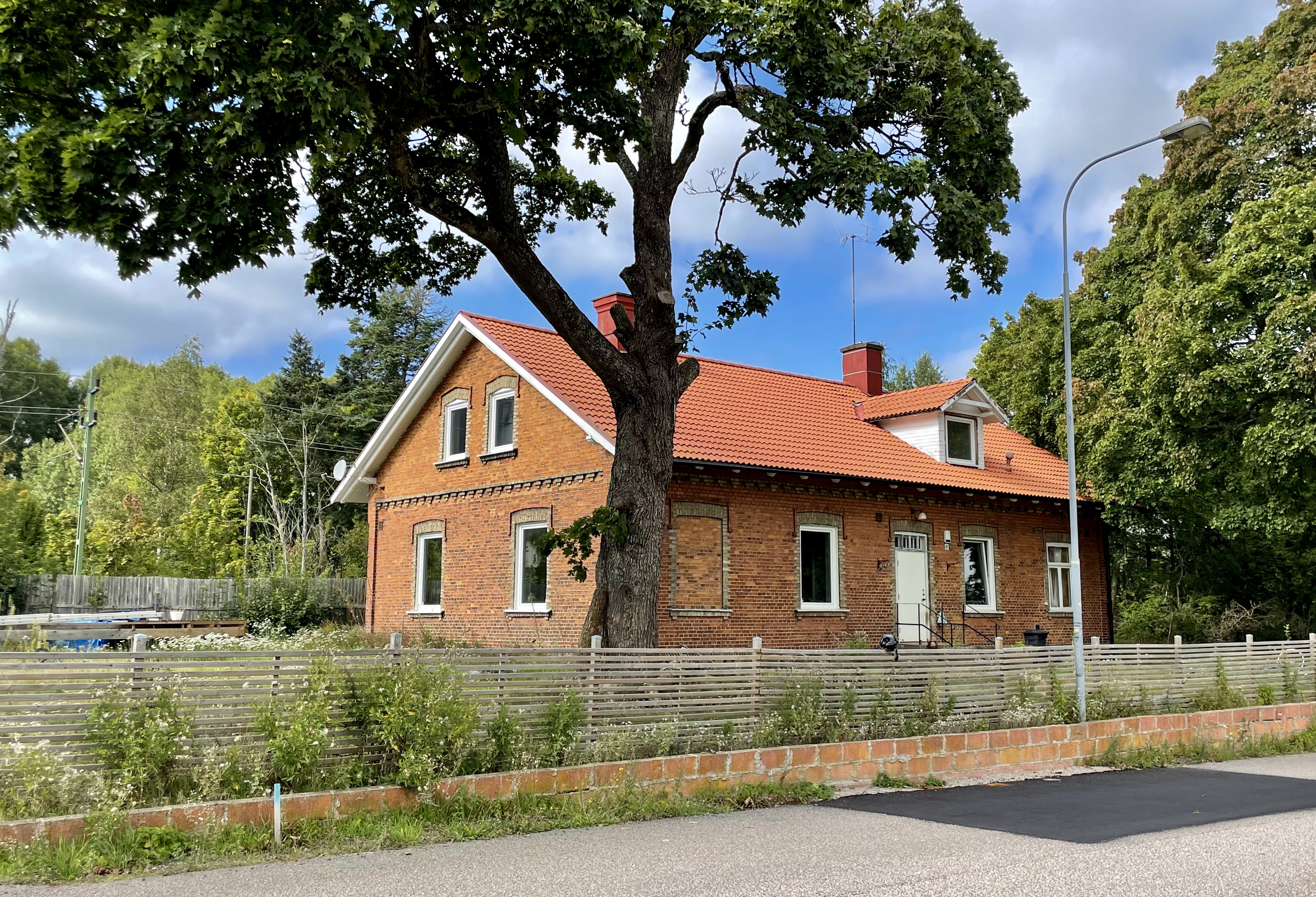
Den tidigare järnvägsstationen vid Blekinge kustbana i Kallinge är numera bostadshus.

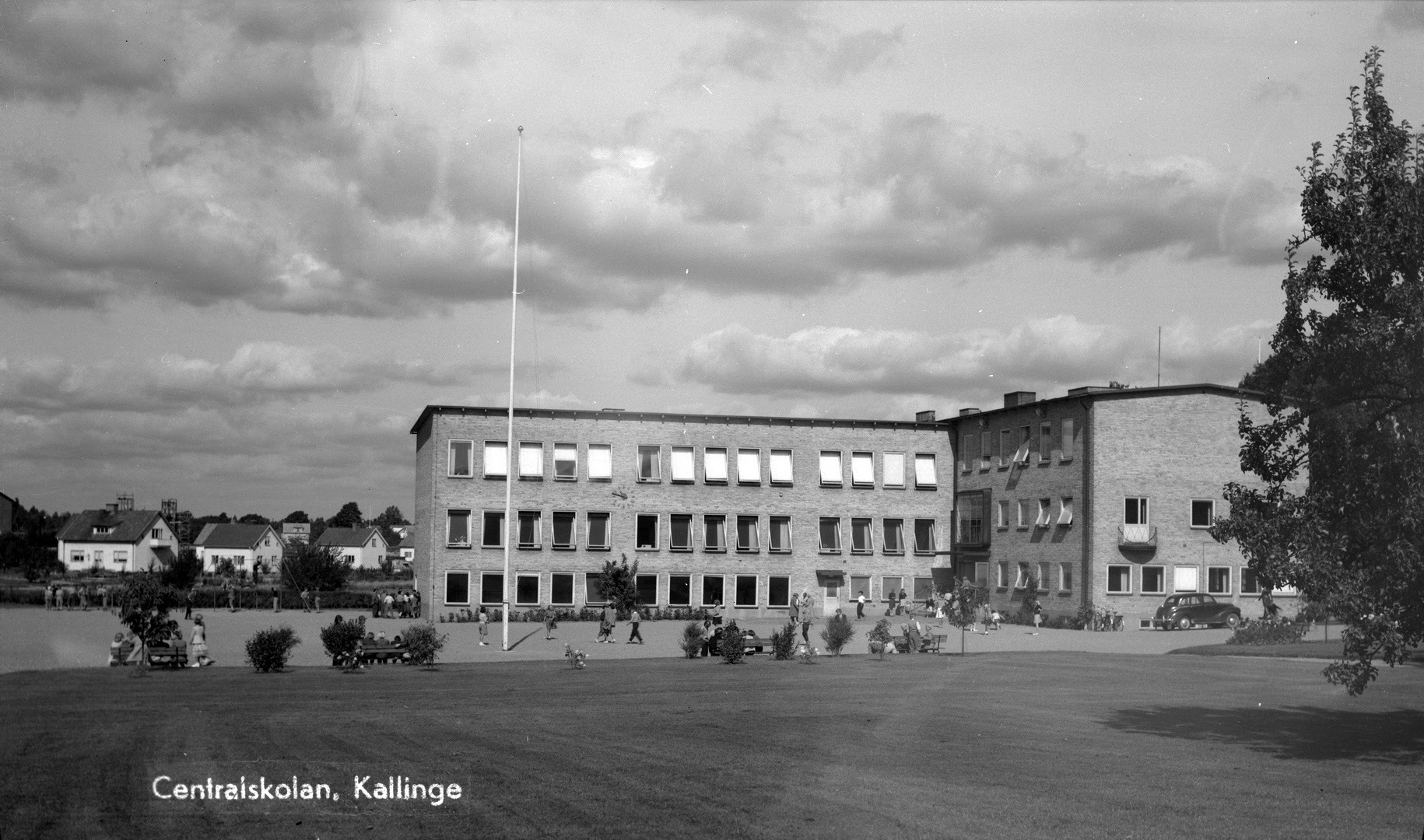
Centralskolan i Kallinge.

- Brukskapellet
- Ekholms fotoateljé
- Kallinge idrottshall
- Kallinge kommunalhus
- Kallinge kyrka
- Kallingeskolan
- Kockumhallen
- Modelladan

## Landskap
Strax väster om Kallinge ligger Moabackens naturreservat och genom samhället rinner Ronnebyån. Direkt söder om Kallinge ligger naturminnet Djupaforsklyftan som beskrivs i Nils Holgerssons underbara resa genom Sverige av Selma Lagerlöf. Nedströms från Djupaforsklyftan längs Ronnebyån återfinns också Djupadals herrgård. Söder om Kallinge ligger Skärsjön.

## Befolkningsutveckling
| Befolkningsutvecklingen i Kallinge 1900–2020 | Befolkningsutvecklingen i Kallinge 1900–2020 | Befolkningsutvecklingen i Kallinge 1900–2020 | Befolkningsutvecklingen i Kallinge 1900–2020 | Befolkningsutvecklingen i Kallinge 1900–2020 |
| -------------------------------------------- | -------------------------------------------- | -------------------------------------------- | -------------------------------------------- | -------------------------------------------- |
|                                              |                                              |                                              |                                              |                                              |
| År                                           |                                              |                                              | Folkmängd                                    | Areal (ha)                                   |
| 1900                                         | 1900                                         |                                              | 1 783                                        | †                                            |
| 1960                                         | 1960                                         |                                              | 4 038                                        |                                              |
| 1965                                         | 1965                                         |                                              | 4 791                                        |                                              |
| 1970                                         | 1970                                         |                                              | 5 895                                        |                                              |
| 1975                                         | 1975                                         |                                              | 6 248                                        |                                              |
| 1980                                         | 1980                                         |                                              | 5 947                                        |                                              |
| 1990                                         | 1990                                         |                                              | 5 194                                        | 484                                          |
| 1995                                         | 1995                                         |                                              | 5 157                                        | 487                                          |
| 2000                                         | 2000                                         |                                              | 4 813                                        | 488                                          |
| 2005                                         | 2005                                         |                                              | 4 767                                        | 488                                          |
| 2010                                         | 2010                                         |                                              | 4 561                                        | 485                                          |
| 2015                                         | 2015                                         |                                              | 4 664                                        | 554                                          |
| 2020                                         | 2020                                         |                                              | 4 841                                        | 539                                          |
| † Som köpingsliknande samhälle 1900.         |                                              |                                              |                                              |                                              |

## Etymologi
Namnet Kallinge kommer från en plats som ursprungligen skrevs Kallingeqwarn (1686). Kvarnen tillhörde kallingarna (invånarna i den näraliggande byn Kalleberga). Byn Kallebergas namn (Kallebierg 1570-talet) kan syfta på adjektivet kall. Det kan då beteckna en kallkälla eller på att den höjd där byn ligger varit särskilt utsatt för frost och kyla. Kallinge fick officiellt sitt namn 1889 i samband med att det byggdes en poststation vid Mellersta Blekinge järnväg i samhället.

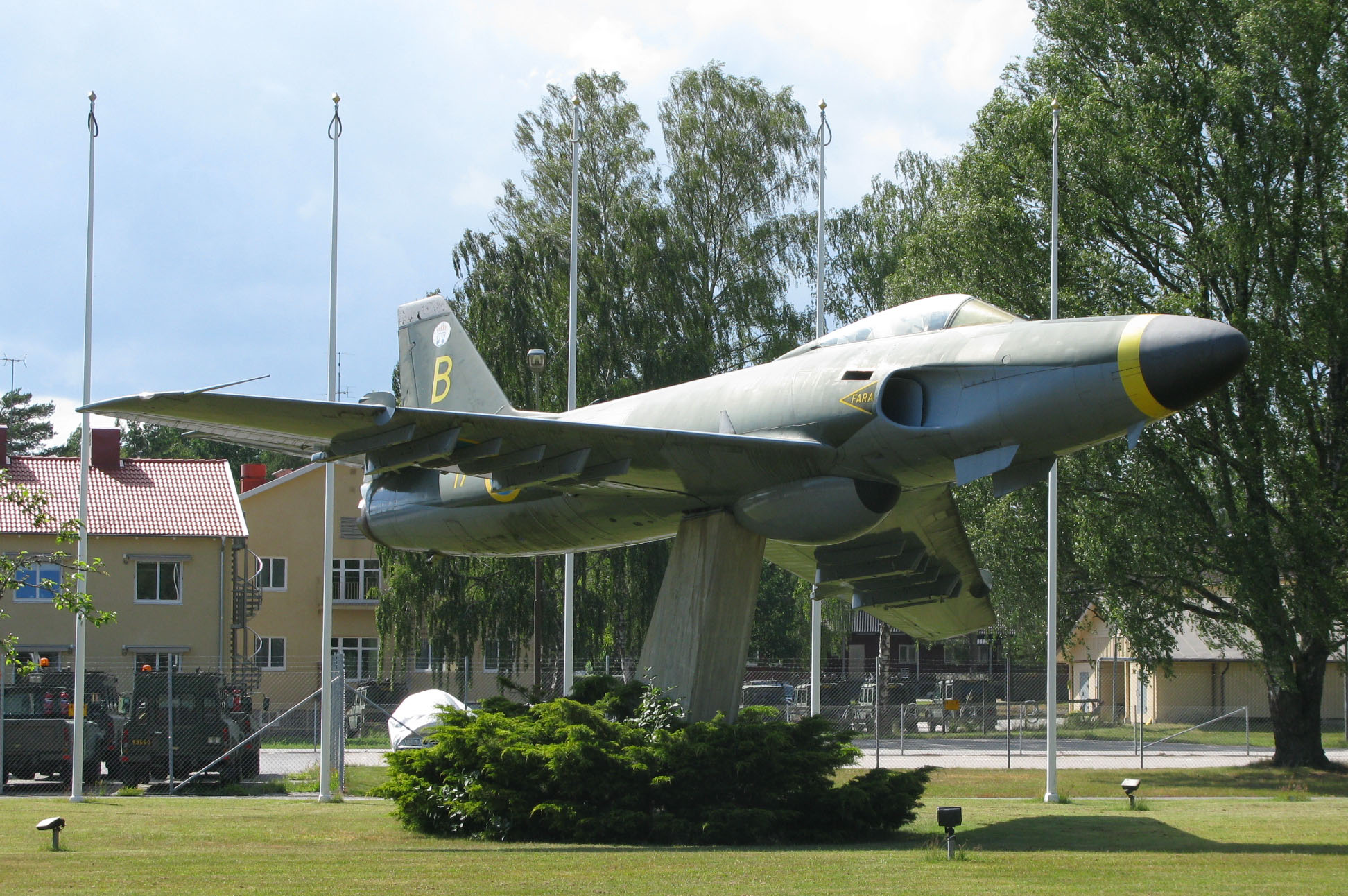
Ronneby är en flottiljstad, här ses en A 32A Lansen utanför Blekinge flygflottilj (F17) i Kallinge.